# Ceratomerus longifurcatus
Ceratomerus longifurcatus är en tvåvingeart som beskrevs av Collin 1931. Ceratomerus longifurcatus ingår i släktet Ceratomerus och familjen Brachystomatidae. Inga underarter finns listade i Catalogue of Life.